# 獅子座R
獅子座R是位於獅子座的一顆米拉型變星的紅巨星，與地球距離大約300光年。
獅子座R的變光週期為312天，視星等最亮時為肉眼可見的4.31等，最暗時為11.65等，必須借助於口徑7公分以上的望遠鏡才能見到。估計它的表面有效溫度為2,890K，半徑跨度為299太陽半徑（208,000,000公里; 1.39天文單位），大致到達火星的軌道區。

## 可能的行星

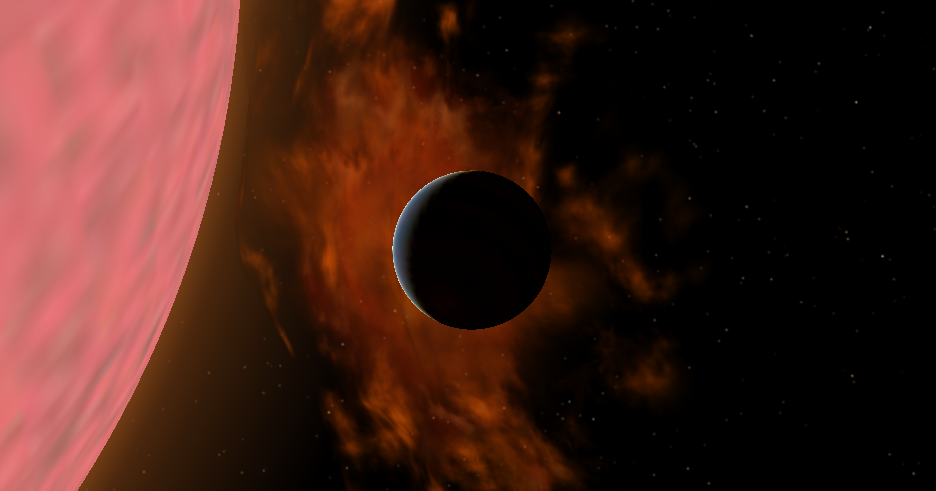
藝術家渲染的獅子座R蒸發它的假設行星。

在2009年，威塞邁爾（Wiesemeyer）等人建議觀測到的獅子座R光度准週期性的波動可能是因為存在著一顆被蒸發的次恆星天體，可能是顆太陽系外行星。他們推算出這個疑似天體的質量是木星的兩倍，軌道週期為5.2年，軌道半徑可能是2.7天文單位。
如果得到證實，這樣的天體可能是一顆蒸發中的行星，會拖著彗尾般地長長軌跡，並暗示會有強烈的SiO邁射輻射出來。
| b (未确认) | ≥2 MJ | ≥2.7 | 1898 | 0 |

## 外部連結
- AAVSO Variable Star of the Month. April, 2001: R Leonis （页面存档备份，存于）